# Ban Nahin
Ban Nahin is een plaats in Laos en was de hoofdplaats van de provincie Udomxai. Tegenwoordig is Muang Xay de provinciehoofdstad. Ban Nahin telt ongeveer 3600 inwoners.